# Saikyō Jump
Saikyō Jump (最強ジャンプ?, Saikyō Janpu) è una rivista mensile giapponese di manga shōnen pubblicata da Shūeisha. La rivista venne fondata il 3 dicembre 2010 con alle spalle 3 storie originali e sette manga spin-off da serie delle riviste Weekly Shōnen Jump e V Jump. Inizialmente rivista quadrimestrale, Saikyō Jump divenne una pubblicazione mensile nel dicembre del 2011, prima di cambiare la pubblicazione in bimestrale nel 2014, per poi ritornare mensile da Agosto 2021.  
La mascotte del magazine venne creata da Eiichirō Oda.
Da Agosto 2021 fino a Novembre 2024, viene pubblicato sul retro della copertina il nuovo progetto di Dragon Ball per festeggiare i suoi 40 anni nel 2024, chiamato "Dragon Ball Super Gallery Project", dove ogni mese un mangaka diverso ridisegna una delle 42 cover dell'opera. Il primo mangaka coinvolto è stato Masashi Kishimoto, conosciuto per essere l'autore di Naruto.